# خالد ای. بی‌دون
خالد ای. بی‌دون (به انگلیسی: Khaled A. Beydoun) استاد حقوق عرب و مسلمان آمریکایی است که در دانشکده حقوق “ساندرا دی اوکانر” دانشگاه ایالتی آریزونا به عنوان استاد حقوق فعالیت می‌کند و همچنین پژوهشگر مقیم در مرکز اینترنت و جامعه برکمن در دانشگاه هاروارد است.
تمرکز بی‌دون بر موضوعاتی مانند اسلام‌هراسی، به ویژه ارتباط آن با جنگ علیه تروریسم و مسائل امنیت ملی ایالات متحده است. کتاب‌های او شامل «اسلام‌هراسی آمریکایی: درک ریشه‌ها و پیدایش ترس» و «جنگ‌های صلیبی جدید: اسلام‌هراسی و جنگ جهانی علیه مسلمانان» می‌شود..  او همچنین یکی از ویراستاران کتاب «اسلام‌هراسی و قانون» است که توسط انتشارات دانشگاه کمبریج منتشر شده است.

## زندگینامه
خالد بی‌دون در دیترویت، میشیگان به دنیا آمد و بزرگ شد. او مدارکی از دانشگاه میشیگان، دانشگاه تورنتو و دانشگاه UCLA دارد.
بی‌دون همچنین عضو هیئت علمی وابسته به پروژه پژوهش و مستندسازی اسلام‌هراسی در دانشگاه کالیفرنیا، برکلی است و به عنوان استاد فوق‌العاده در مرکز دزموند توتو برای دین و عدالت اجتماعی در دانشگاه کیپ غربی فعالیت می‌کند.
او پیش‌تر به عنوان پژوهشگر مقیم در مرکز اینترنت و جامعه برکمن در دانشگاه هاروارد خدمت کرده و در چندین دانشکده حقوق، از جمله دانشگاه آرکانزاس، دانشگاه وین استیت، و دانشگاه UCLA تدریس کرده است.

## تجربه شخصی از تبعیض نژادی
در سال ۲۰۱۹، خالد بی‌دون می‌گوید که در یک پرواز داخلی با تبعیض نژادی مواجه شد، که به گزارش روزنامه Arkansas Times، این حادثه با یک درگیری شامل کاپیتان هواپیما به اوج خود رسید. یک گزارش پلیس در این رابطه ثبت شد.

## حرفه
علاقه‌مندی‌های علمی خالد بی‌دون شامل حقوق اساسی، حقوق مدنی و رابطه میان نژاد و اسلام در ایالات متحده است. تحقیقات او در نشریات دانشگاهی مانند UCLA Law Review،   Northwestern Law Review و Harvard Civil Rights–Civil Liberties Law Review منتشر شده است. آثار او درباره موضوعاتی مانند نظارت، تروریسم و سیاست‌های ضد مسلمانان همچنین در رسانه‌هایی نظیر نیویورک تایمز، واشنگتن پست، الجزیره و سی‌ان‌ان مورد اشاره قرار گرفته است.
بی‌دون بر مسائل هویتی مرتبط با عرب‌ها، خاورمیانه‌ای‌ها و مسلمانان تمرکز دارد، به ویژه در زمینه جنبش‌های طرفدار فلسطین. کارهای او به موضوعاتی همچون گردهمایی ۷ اکتبر در سیدنی، تیراندازی‌های مسجد کرایست‌چرچ و جنگ غزه پرداخته است. او همچنین به طور گسترده درباره درگیری غزه و پیامدهای قانونی و انسانی آن صحبت کرده است.
دولت استرالیا ویزای بی‌دون را به دلیل ادعای او در سیدنی لغو کرد؛ ادعایی که بیان می‌کرد سالگرد حملات ۷ اکتبر به رهبری حماس علیه اسرائیل روزی برای «جشن قابل توجه» است.
کارهای بی‌دون همچنین شامل مشاوره به دولت‌ها و نهادهای سیاست‌گذاری می‌شود. او به مدت سه سال در کمیسیون حقوق مدنی ایالات متحده خدمت کرد و یک بورسیه برابری بنیاد جامعه باز دریافت کرد.
در سال ۲۰۲۱، بی‌دون به عنوان عضو افتخاری هیئت علمی مرکز دزموند توتو برای دین و عدالت اجتماعی پیوست.
بی‌دون جوایزی مانند جایزه مربی فردریک داگلاس را دریافت کرده است. همچنین در سال ۲۰۲۱، دانشگاه وسترن کیپ در آفریقای جنوبی او را «استاد فوق‌العاده» نامید.
در کتاب خود، جنگ‌های صلیبی جدید: اسلام‌هراسی و جنگ جهانی علیه مسلمانان، او نوشت که ارتباط عبارت «الله اکبر» با تروریسم توسط رسانه‌های جمعی و تحلیل‌گران تلویزیونی تشدید شده است. او اضافه می‌کند که فیلم‌ها و برنامه‌های تلویزیونی نیز از این عبارت به عنوان یک کلیشه سینمایی استفاده می‌کنند.